# 안키모
안키모(일본어: 鮟肝)는 아귀의 간으로 만든 일본 요리이다.
아귀의 간을 먼저 소금에 문지른 다음 사케로 헹군다. 그 후 혈관은 뽑아내고 간을 원통 모양으로 말아서 찐다. 종종 모미지오로시(紅葉おろし, 고추를 무와 함께 강판에 갈아 만든 즙), 얇게 썬 파, 폰즈 등이 같이 나오기도 한다.
안키모는 일본의 진미 중 하나로 여겨진다. CNN 인터내셔널에서는 '세계 50대 음식' 중 32위로 안키모를 선정했다.

## 조리법
일본 바깥에서는 초밥이나 사시미로 안키모를 즐긴다. 일본 내에서는 지역 명물이나 특산물로도 볼 수 있다. 그 예로는 후쿠시마의 아귀탕의 일종인 도부지루(일본어: どぶ汁)를 들 수 있다.

## 같이 보기
- 메이부츠